# Lijst van voetbalinterlands Antigua en Barbuda - Haïti
Deze lijst van voetbalinterlands is een overzicht van alle officiële voetbalwedstrijden tussen de nationale teams van Antigua en Barbuda en Haïti. De landen speelden tot op heden elf keer tegen elkaar. De eerste ontmoeting was een kwalificatiewedstrijd voor het CFU Championship 1979 op 29 september 1979 in Port-au-Prince. Het laatste duel, een groepswedstrijd tijdens de Caribbean Cup 2014, vond plaats in Montego Bay (Jamaica) op 12 november 2014.

## Wedstrijden
| №  | Plaats         | Datum             | Competitie                          | Wedstrijd                  | Uitslag |
| -- | -------------- | ----------------- | ----------------------------------- | -------------------------- | ------- |
| 1  | Port-au-Prince | 29 september 1979 | CFU Championship 1979 kwalificatie  | Haïti − Antigua en Barbuda | 1 − 0   |
| 2  | Saint John's   | 15 oktober 1979   | CFU Championship 1979 kwalificatie  | Antigua en Barbuda − Haïti | 1 − 2   |
| 3  | Port-au-Prince | 4 augustus 1984   | WK 1986 kwalificatie                | Antigua en Barbuda − Haïti | 0 − 4   |
| 4  | Port-au-Prince | 7 augustus 1984   | WK 1986 kwalificatie                | Haïti − Antigua en Barbuda | 1 − 2   |
| 5  | Port of Spain  | 31 juli 1998      | Caribbean Cup 1998                  | Antigua en Barbuda − Haïti | 2 − 3   |
| 6  | Port-au-Prince | 18 november 2002  | CONCACAF Gold Cup 2003 kwalificatie | Antigua en Barbuda − Haïti | 0 − 1   |
| 7  | Montego Bay    | 4 december 2008   | Caribbean Cup 2008                  | Haïti − Antigua en Barbuda | 1 − 1   |
| 8  | Saint John's   | 11 november 2011  | WK 2014 kwalificatie                | Antigua en Barbuda − Haïti | 1 − 0   |
| 9  | Port-au-Prince | 15 november 2011  | WK 2014 kwalificatie                | Haïti − Antigua en Barbuda | 2 − 1   |
| 10 | Saint John's   | 11 december 2012  | Caribbean Cup 2012                  | Antigua en Barbuda − Haïti | 0 − 1   |
| 11 | Montego Bay    | 12 november 2014  | Caribbean Cup 2014                  | Haïti − Antigua en Barbuda | 2 − 2   |

## Samenvatting
| Competitie                     | Totaal gespeeld | Winst Antigua en Barbuda | Gelijk | Winst Haïti | Doelsaldo Antigua en Barbuda – Haïti |
| ------------------------------ | --------------- | ------------------------ | ------ | ----------- | ------------------------------------ |
| WK-kwalificatie                | 4               | 2                        | 0      | 2           | 4 − 7                                |
| CFU Championship-kwalificatie  | 2               | 0                        | 0      | 2           | 1 − 3                                |
| Caribbean Cup                  | 4               | 0                        | 2      | 2           | 5 − 7                                |
| CONCACAF Gold Cup-kwalificatie | 1               | 0                        | 0      | 1           | 0 − 1                                |
| Totaal                         | 11              | 2                        | 2      | 7           | 10 − 18                              |

Wedstrijden bepaald door strafschoppen worden, in lijn met de FIFA, als een gelijkspel gerekend.